# Овчинников, Юрий Михайлович
Овчинников Юрий Михайлович (25 января 1930 — 25 апреля 2013) — академик РАМН, доктор медицинских наук.

## Биография
- в 1954 году окончил 1-й Московский медицинский институт,
- 1958—1988 гг. — старший преподаватель Университета дружбы народов имени П. Лумумбы, профессор, заведующий кафедрой оториноларингологии Московского государственного медико-стоматологического института,
- с 1988 г. — заведующий кафедрой оториноларингологии Московской медицинской академии имени И. М. Сеченова.

В 1993 году избран членом-корреспондентом АМН СССР, а в 2004 году — академиком РАМН. В 1986 году — академиком Международной академии оториноларингологии.
Основные исследования посвящены традиционным направлениям в оториноларингологии: патология внутреннего уха, проблемы заболеваний носа и околоносовых пазух, слухулучшающие операции, совершенствование операций при гнойных заболеваниях среднего уха, расстройства обоняния, применение низко- и высокоэнергетических лазеров в оториноларингологии. В последние годы предложен оригинальный способ исправления перегородки носа с помощью лазера. Успешно внедрена в практику кохлеарная имплантация при полной глухоте детей и взрослых.

### Семья
- Отец — Овчинников Михаил Иванович (1906—1971), военный лётчик ВОВ.
- Мать — Овчинникова Ирина Георгиевна (1906—1978).
- Жена — Балясинская, Галина Леопольдовна (1934—2021), профессор кафедры детской оториноларингологии Московского государственного медицинского университета.
- Сын — Овчинников, Андрей Юрьевич (род. 1955), доцент кафедры оториноларингологии Московской медицинской академии имени И. М. Сеченова.
- Внук — Овчинников, Иван Андреевич (род. 1975), кандидат медицинских наук, ассистент кафедры оториноларингологии ММА имени И. М. Сеченова.